# 서울특별시 무료 법률 상담소
서울특별시 무료법률상담실은 법률적 지식이 부족하고 경제적 여건이 어려운 시민들에게 생활관련 법률상담 서비스를 제공하기 위하여 서울특별시에서 2007년 4월부터 운영하고 있는 "무료법률상담실"을 말한다.
2007년 4월 서울시청 서소문 별관 1동 1층 다산플라자 내에 무료법률상담실(방문상담)을 개소한데 이어 방문이 어려운 시민들을 위하여 2007년 7월 사이버무료법률상담실을 개설하는 등 다양한 방법으로 시민들에게 법률상담서비스를 제공하고 있다.

## 참고 자료
- 본 문서에는 서울특별시에서 지식공유 프로젝트를 통해 퍼블릭 도메인으로 공개한 저작물을 기초로 작성된 내용이 포함되어 있습니다.